# Eduardo Galil
Eduardo Galil, (Trajano de Moraes, 6 de agosto de 1945) é um advogado, professor, promotor de justiça e político brasileiro, outrora deputado federal pelo Rio de Janeiro.

## Dados biográficos
Filho de Elias Galil e Nazira Félix Galil. Advogado formado pela Pontifícia Universidade Católica do Rio de Janeiro, foi também professor universitário e promotor de justiça. Membro do PDC antes que o Regime Militar de 1964 impusesse o bipartidarismo através do Ato Institucional Número Dois em 1965, foi vereador em Trajano de Moraes por dois mandatos. Eleito deputado federal pela ARENA em 1974, casou-se com Valéria Padilha Galil, filha de Raimundo Padilha, eleito governador do Rio de Janeiro quatro anos antes. Não reeleito no pleito seguinte, assumiu a presidência do Conselho Administrativo de Defesa Econômica em 1979 e no ano seguinte filiou-se ao PDS.
Eleito deputado federal em 1982, votou contra a Emenda Dante de Oliveira em 1984 e escolheu Paulo Maluf no Colégio Eleitoral em 1985. Mesmo sem disputar a reeleição, manteve-se na política ao eleger-se prefeito de Trajano de Moraes pelo PMDB em 1988 e 1996, sendo derrotado ao disputar o cargo em 2008.